# 상주초등학교 (경남)
상주초등학교는 대한민국 경상남도 남해군 상주면 상주리에 있는 공립 초등학교이다.

## 학교 연혁
- 1937년 4월 12일: 상주공립보통학교 개교(설립인가 3월 1일)
- 1938년 4월 1일: 상주공립심상소학교로 개칭
- 1941년 4월 1일: 상주공립국민학교로 개칭
- 1981년 4월 1일: 병설유치원 개원
- 1992년 2월 29일: 대량분교장 통합
- 1994년 3월 1일: 양아분교장 통합
- 1996년 3월 1일: 상주초등학교로 개칭
- 1997년 2월 28일 노도분교장 통합
- 2005년 1월 15일: 해밀관 개관

## 참고 자료
- 상주초등학교 - 한국교육학술정보원 학교알리미